# Eleonore Prochaska
Marie Christiane Eleonore Prochaska (ps. August Renz, ur. 11 marca 1785 w Poczdamie – zm. 5 października 1813 w Dannenberg) – niemiecka ochotniczka walcząca w wojnie przeciw Napoleonowi.
Eleonore Prochaska urodziła się w rodzinie oficera pruskiej armii. Po śmierci matki ojciec oddał ją do wojskowego domu dziecka w Poczdamie; następnie pracowała jako służąca.
W czasie wojny przeciw Napoleonowi w 1813 roku wstąpiła ochotniczo do 1. batalionu jegrów w korpusie ochotniczym Ludwiga von Lützowa. Z powodu nieprzyjmowania do służby kobiet zgłosiła się do wojska w męskim przebraniu pod nazwiskiem August Renz; początkowo służyła w orkiestrze, jednak szybko skierowano ją do kawalerii. Wkrótce potem została poważnie ranna w bitwie przy Göhrde, a lekarze frontowi szybko odkryli jej prawdziwą tożsamość. Prochaska została odesłana do Dannenbergu, gdzie zmarła z odniesionych ran trzy tygodnie później.

## Upamiętnienia
W późniejszym okresie postać Eleonore Prochaski była przez Niemców idealizowana i przedstawiana jako narodowa bohaterka Niemiec i „poczdamska Joanna d’Arc”. Na jej losach oparto liczne sztuki i wiersze. Także Ludwig van Beethoven rozpoczął pisanie Bühnenmusik z librettem Friedricha Dunckera.
W 1863 roku na jej grobie na cmentarzu St.-Annen-Friedhof w Dannenbergu wzniesiono pamiątkowy pomnik, a w 1889 roku jej dom przekształcono w miejsce pamięci.